# Bernard Cornut-Gentille
Ne doit pas être confondu avec François Cornut-Gentille.
Pour les articles homonymes, voir Cornut.
Bernard Cornut-Gentille, né le 26 juillet 1909 à Brest (Finistère) et mort le 21 janvier 1992 à Paris 16e, est un homme politique français qui fut préfet, ambassadeur, ministre en 1958-1960 et député. Il est maire de Cannes de 1959 jusqu'à sa démission en 1968, puis de 1971 à 1978.

## Biographie

### Jeunesse et études
Une fois son baccalauréat obtenu, Bernard Cornut-Gentille s'inscrit à l'université. Il obtient une licence de droit et une licence de lettres. Admis à l'École libre des sciences politiques, il en obtient le diplôme.

### Parcours professionnel
Sous-préfet de Reims (Marne) en 1943, il démissionne pour assister Émile Bollaert, délégué de la France libre, jusqu'en 1944. Il est en 1944 successivement préfet d'Ille-et-Vilaine, de la Somme et du Bas-Rhin. Dans cette dernière fonction, selon Christiane Kohser-Spohn, il a imposé « des questionnaires individuels devant être remplis obligatoirement par tous les citoyens alsaciens et remis impérativement avant le 5 août », demandant en outre de signaler les suspects. C’était « ouvrir la voie à la dénonciation et à la délation ». Selon Robert Heitz, qui se vante de l’en avoir dissuadé, il aurait même décidé de « faire déporter dans le Sud-Ouest de la France, sans autre forme de procès, tous les habitants des quatre « noyaux » peu sûrs, à savoir les secteurs de 1) Ittenheim-Furdenheim, 2) Sarre-Union, 3) Bouxwiller-Ingwiller, 4) Hatten-Hunspach ».
Il sera ensuite, en 1948, Haut-commissaire de la République en Afrique-Équatoriale française (AEF)  puis, de 1951 à 1956, en Afrique-Occidentale française (AOF). Il est représentant permanent de la France au Conseil de sécurité des Nations unies puis ambassadeur en Argentine en 1957.
Un neveu, François Cornut-Gentille, est député de la Haute-Marne depuis 1993 et maire de Saint-Dizier de 1995 à 2017 et l'autre, Pierre Cornut-Gentille, est avocat.

### Carrière préfectorale
- Sous-préfet de Vouziers (Ardennes) : novembre 1940
- Sous-préfet de Saint-Dié (Vosges) : décembre 1941 - janvier 1942
- Sous-préfet de Reims (Marne) : 1943
- Préfet d'Ille-et-Vilaine : août 1944
- Préfet de la Somme : septembre 1944 - mai 1945
- Préfet du Bas-Rhin : mai 1945 - septembre 1947
- Directeur des affaires départementales et communales au ministère de l'Intérieur : septembre 1947 -
- Haut-Commissaire de la République, gouverneur général de l’Afrique-Équatoriale française (AEF) : janvier 1948 - septembre 1951
- Haut-Commissaire, gouverneur général de l’Afrique-Occidentale française (AOF) : septembre 1951 - juin 1956

### Carrière diplomatique
- Ambassadeur de la République française auprès des Nations unies et représentant permanent de la France au Conseil de Sécurité : juin – septembre 1956
- Ambassadeur de France en Argentine : 1957 - 1958.

### Parcours politique

#### Fonctions gouvernementales
- Ministre sans portefeuille du gouvernement Charles de Gaulle (3) (du 1er au 3 juin 1958).
- Ministre  de la France d'Outre-mer du gouvernement Charles de Gaulle (3) (du 3 juin 1958 au 8 janvier 1959).
- Ministre des Postes et Télécommunications du gouvernement Michel Debré (du 8 janvier 1959 au 5 février 1960).

L'affaire des barricades d’Alger le conduit à démissionner le 5 février 1960, en même temps que Jacques Soustelle et à rompre avec le gaullisme. Il a été le seul au gouvernement à soutenir Jacques Soustelle qui a, lors du conseil des ministres du 25 janvier 1960, déclaré comprendre les insurgés. Il démissionne de l'UNR en 1962.

#### Député
Parachuté dans les Alpes-Maritimes, il est élu député UNR aux élections législatives de 1958 dans la cinquième circonscription du département (à cette époque Cannes et Antibes) avec 75,48 % des voix au second tour face au communiste Henri Pourtalet. Il rejoint le groupe UNR mais est rapidement appelé au gouvernement. Lorsqu'il démissionne de ce dernier, il ne retourne pas à l'Assemblée nationale et son suppléant Maxime Roustan continue de siéger jusqu'à la fin de la législature.
Aux élections législatives de novembre 1962 convoquées de manière anticipée après la dissolution de l'Assemblée nationale faisant suite au vote de la motion de censure contre le gouvernement, il se présente dans la même circonscription, cette fois-ci sous l'étiquette du Parti radical,. Il est élu dès le premier tour avec 57,25 % des voix, et siège comme non-inscrit durant toute la législature. De février 1966 à au moins 1968, il est membre du comité directeur du Centre démocrate,. Aux législatives de 1967, au cours desquelles il reçoit le soutien de la Fédération de la gauche démocrate et socialiste (FGDS), il est réélu de nouveau au second tour avec 50,0 % des voix, et siège toujours comme non-inscrit. Il ne se présente pas aux élections législatives de 1968.
Par la suite, il se rapproche de la gauche au fil des années tout en manifestant une farouche volonté d'indépendance à l'égard des partis. Lors des élections législatives de 1973, il est élu avec 47,49 % des voix au second tour face au gaulliste Pierre Pasquini. Il bénéficie du soutien du Parti socialiste (PS) lors des législatives de 1978 et de 1981 qui sont remportées par Louise Moreau (UDF).

#### Mandats locaux
Il est maire de Cannes une première fois de mars 1959 jusqu'à sa démission en juin 1968, qui intervient selon ses dires en réaction à la « situation politique générale » et pour s'éloigner d'une « fraction » de son conseil municipal. Il est de nouveau maire de Cannes de 1971 à 1978. Il est également conseiller général des Alpes-Maritimes de 1963 à 1973, élu dans le canton de Cannes.
Comme maire de Cannes, il a évité une urbanisation excessive de sa ville. « Bâtisseur et homme proche de ses administrés », il a mené à bien d'importants travaux d'utilité publique : réalisations sportives et sociales comme la bourse du travail, urbanistiques, comme la couverture de la voie de chemin-de-fer et la construction de la voie rapide, et d'assainissement des vieux quartiers. Sous son mandat, la promenade de la Croisette a été remodelée tout en gardant sa physionomie initiale. La place contigue à l'hôtel de ville de Cannes porte son nom.

## Décorations
- Commandeur de l'ordre du Mérite postal, de droit en tant que ministre des PTT[14].